# Pałac w Ligocie
Pałac w Ligocie – zabytkowy pałac  we wsi Ligota (powiat górowski) w województwie dolnośląskim, w gminie Góra.

## Opis
Pałac wybudowany w 1869 r. Po lewej stronie obiektu, nad oknem parteru, przed  balkonem wspartym na czterech kolumnach doryckich, znajduje się kartusz herbowy właścicieli, małżonków Konrada von Roeder (po lewej) i Berthy von dem  Bussche -Ippenburg (po prawej). Dwukondygnacyjny obiekt jest częścią zespołu pałacowego, w skład którego wchodzą jeszcze: park krajobrazowy oraz oficyna zwana domem stangreta z 1872 r.

## Galeria

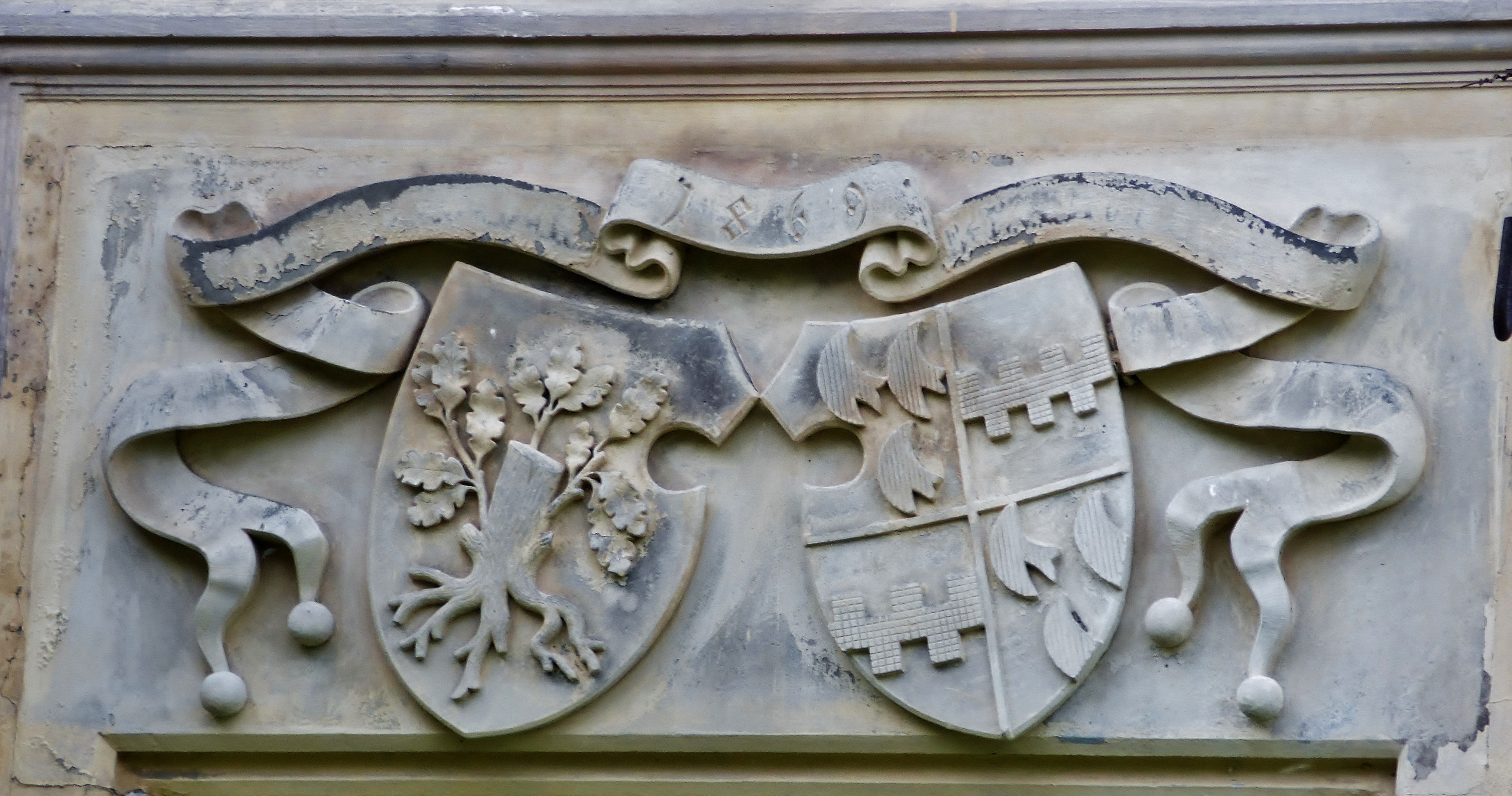
Herby K. Roeder (L), B. Bussche-Ippenburg (P)
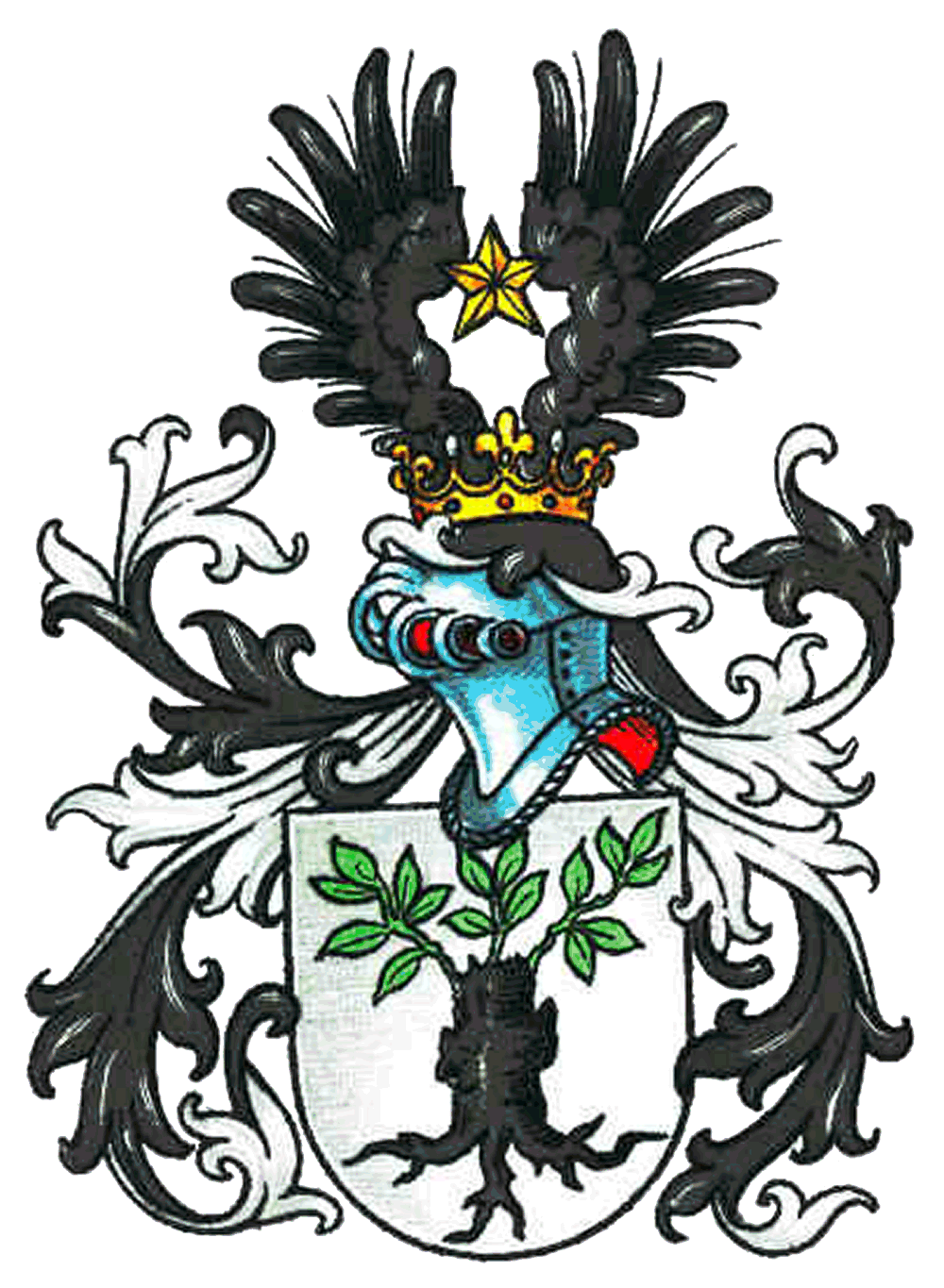
Herb von Roeder
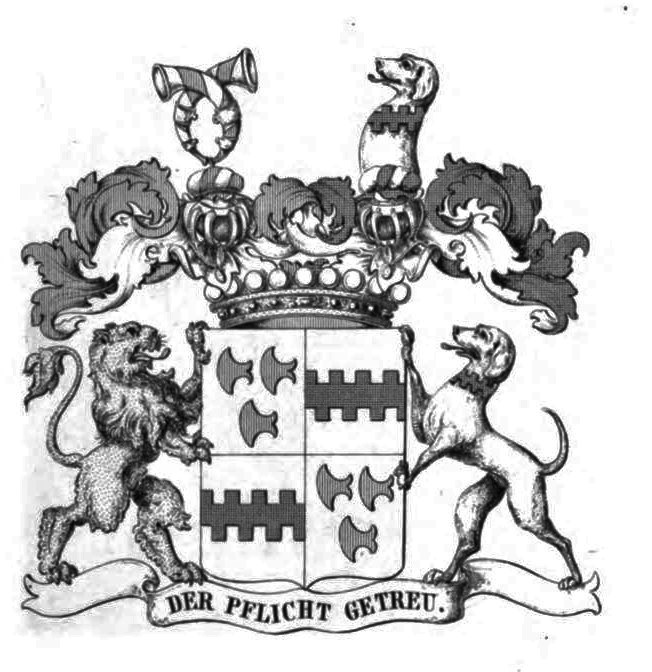
Herb von Bussche Ippenburg
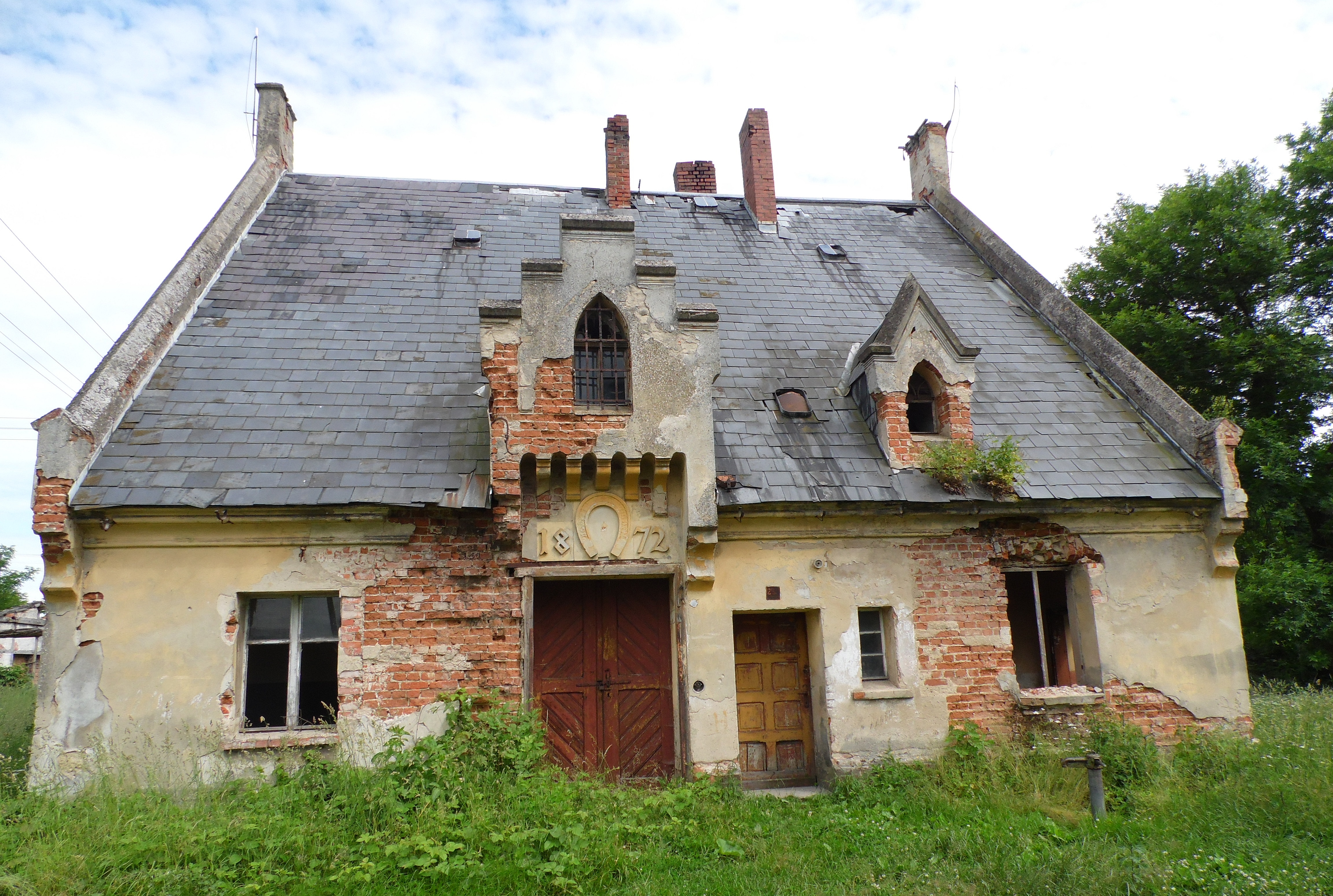
Dom stangreta
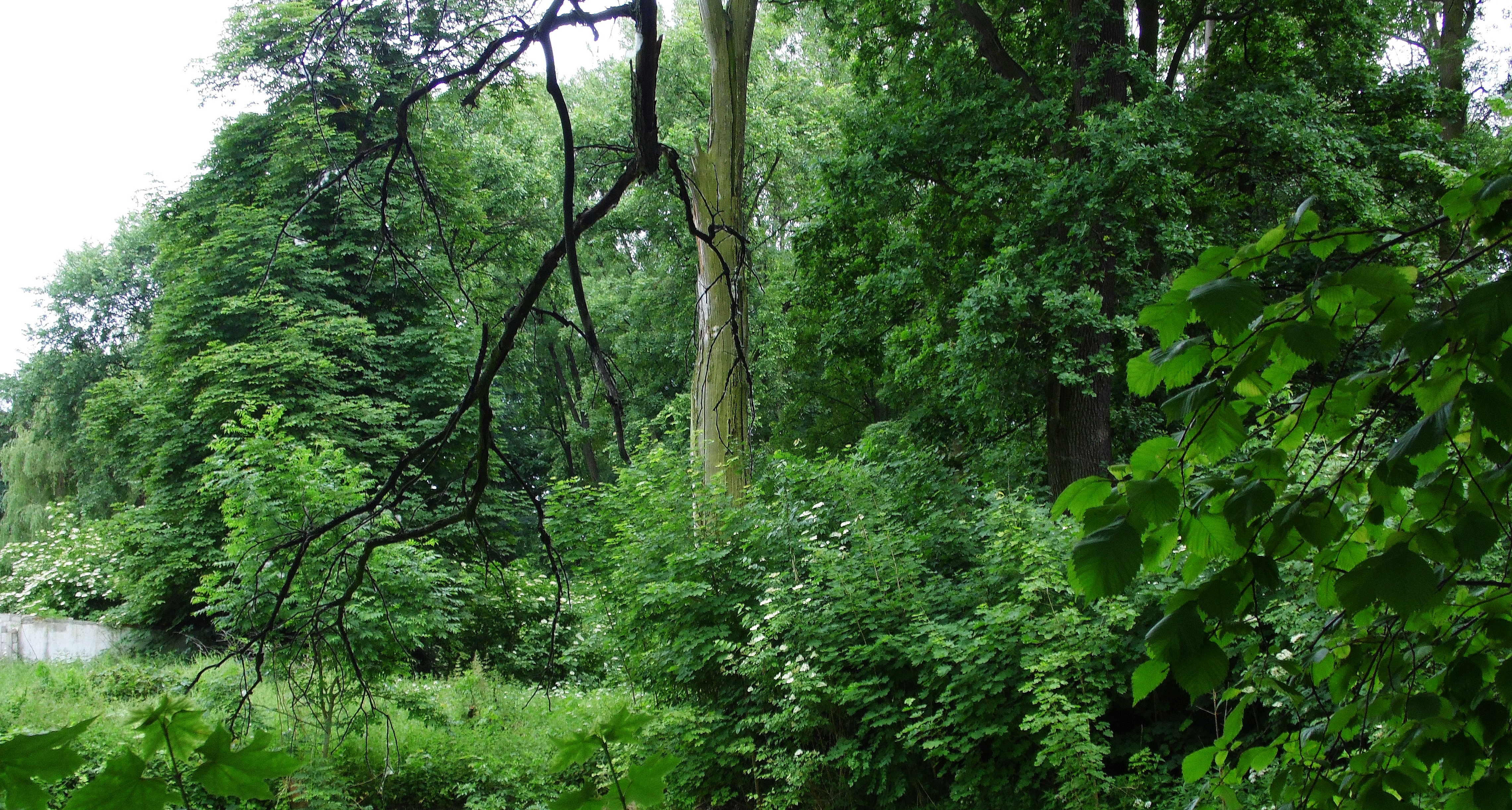
Park pałacowy